# Giuseppe Saverio Poli

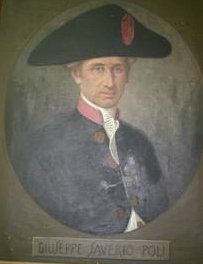
Giuseppe Saverio Poli.

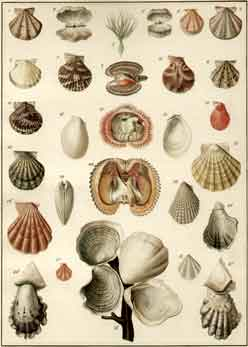
Gravura da obra Testacea de Poli.

Giuseppe Saverio Poli (Molfetta, 26 de Outubro de 1746 — Nápoles, 7 de Abril de 1825) foi um  físico, biólogo e naturalista italiano.

## Biografia
Em 1766 inscreveu-se na Universidade de Pádua (Università degli Studi di Padova), onde se formou em Medicina. Exerceu por um curto período a profissão de médico na sua cidade natal, Molfetta, mas em 1790 transferiu-se para Nápoles para ensinar história e geografia na Scuola Militare "Nunziatella", a academia militar que funciona naquela cidade. No desenvolvimento da sua carreira de professor militar, foi graduado em tenente coronel e encarregue do gabinete de física (o laboratório de física) da instituição, dotando-o dos mais modernos aparelhos de demonstração disponíveis à época.
Foi também nomeado professor de Física no colégio médico do Ospedale degli Incurabili (Hospital dos Incuráveis), cátedra a que teve de renunciar por ser encarregue das funções de instrutor do príncipe herdeiro das Duas Sicílias, o futuro Francisco I, filho de Fernando I de Bourbon. Terminada essa missão, foi nomeado professor de física experimental na Universidade de Nápoles (Università di Napoli), de cujo gabinete de física foi o primeiro director. Da sua experiência no ensino da física experimental resultou a sua obra mais notável, publicada em 6 volumes, intitulada Elementi di fisica sperimentale (Elementos de Física Experimental), que teve numerosas edições e reimpressões.
Em resultado das suas múltiplas viagens, estabeleceu contacto e manteve correspondência com figuras de destaque na comunidade científica internacional do seu tempo. Publicou numerosos ensaios sobre vários temas, não apenas sobre Física, mas também sobre meteorologia, em particular tratados sobre o trovão (1772), raios (1773), geologia e zoologia. Nesta última disciplina publicou uma obra monumental, intitulada Testacea utriusque Siciliane eorumque istoria et antome tabulis aeneis, um descrição dos moluscos do Reino das Duas Sicílias, obra que iniciou com a ajuda de seu assistente Stefano Delle Chiaje, a quem coube também concluir a publicação.
Poli notabilizou-se pela descrição da vesícula interradial do sistema hidrovascular dos Echinodermata, órgão que em sua homenagem é designado por vesícula de Poli. 
Foi também um poeta de mérito, tendo composto hinos e poemas, entre os quais avulta o poema Viaggio celeste (Viagem celeste) publicado, em dois volumes, no ano de 1805. 
Foi membro de várias instituições científicas e culturais, incluindo a Accademia dei Quaranta (a Accademia Nazionale delle Scienze ou Academia Nacional das Ciências), comendador da Reale ordine di San Ferdinando e del merito e cavaleiro da Reale e militare ordine di San Giorgio della Riunione.

## Principais obras publicadas
- La formazione del tuono, della folgore, e di varie altre meteore, spiegata giusta le idee del signor Franklin, Campo, Napoli 1772.
- Riflessioni intorno agli effetti di alcuni fulmini, Campo, Napoli 1773.
- Lezioni di geografia e di storia militare, 2 voll., Di Simone, Napoli 1774-1776.
- Testacea utriusque Siciliane eorumque istoria et anatome tabulis aeneis, 3 voll., 1791-1827.
- Elementi di fisica sperimentale, 6 voll., Stella, Venezia, 1793-1794.
- Memoria sul tremuoto de' 26 luglio del corrente anno 1805, Orsino, Napoli 1806.
- Breve saggio sulla calamita e sulla sua virtù medicinale, Stamperia Reale, Palermo 1811.